# Megazosterops palauensis
Megazosterops palauensis é uma espécie de ave da família Zosteropidae. É a única espécie do género Megazosterops.
É endémica de Palau.
Os seus habitats naturais são: florestas subtropicais ou tropicais húmidas de baixa altitude.
Está ameaçada por perda de habitat.